# Sant'Agata dei Goti rosato
Il Sant'Agata dei Goti rosato è un vino DOC la cui produzione è consentita nella provincia di Benevento.

## Caratteristiche organolettiche
- colore: rosa pallido.
- odore: delicato, persistente.
- sapore: gradevole, fresco.

## Produzione
Provincia, stagione, volume in ettolitri
- nessun dato disponibile